# NGC 2913
NGC 2913 is een spiraalvormig sterrenstelsel in het sterrenbeeld Leeuw. Het hemelobject werd op 10 maart 1864 ontdekt door de Duitse astronoom Albert Marth.

## Synoniemen
- UGC 5095
- MCG 2-25-5
- ZWG 63.9
- PGC 27184